# The Little Things
The Little Things är en amerikansk psykologisk kriminalthrillerfilm (inom neo-noir) från 2021 i regi av John Lee Hancock, som även har skrivit dess manus och agerat som producent, tillsammans med Mark Johnson. Filmen utspelar sig i Los Angeles under början av 1990-talet, och kretsar kring två detektiver (Denzel Washington och Rami Malek), som tillsammans utreder en hel rad med mord, vilket leder dem hela vägen till en oerhört märklig enstöring, som eventuellt kan vara boven i hela dramat (Jared Leto).
Filmen började utvecklas redan under år 1993, då Hancock skrev det ursprungliga utkastet till manuset, med olika namn kopplade till regi eller skådespelare, men den skulle dock komma att försvinna i det så kallade "utvecklingshelvetet" (även kallat "development hell" på engelska). Projektet återupptogs dock år 2019. Inspelningen påbörjades i Los Angeles den 2 september 2019 och avslutades i december samma år.
The Little Things släpptes för biopremiär och på HBO Max i USA av Warner Bros. Pictures, den 29 januari 2021. Filmen fick blandade recensioner från kritiker, med beröm för skådespelarna men kritik av manuset. Filmen spelade in 30 miljoner dollar över hela världen, mot sin tidigare satta produktionsbudget på just 30 miljoner dollar. Leto nominerades till bästa manliga biroll vid Golden Globe Awards och Screen Actors Guild Awards.

## Handling
Sheriffen i Kern County, Joe "Deke" Deacon, skickas till Los Angeles för en snabb insamling av bevismaterial. Istället blir han inblandad i jakten på en seriemördare som sätter skräck i staden. Polisutredningens ledare, L.A-sheriffen James "Jimmy" Baxter, imponeras av Dekes polisinstinkter och engagerar honom under radarn.

## Rollista
| Denzel Washington | – Joe "Deke" Deacon       |
| Rami Malek        | – James "Jimmy" Baxter    |
| Jared Leto        | – Albert Sparma           |
| Chris Bauer       | – Detektiv Sal Rizoli     |
| Michael Hyatt     | – Flo Dunigan             |
| Terry Kinney      | – LASD-kapten Carl Farris |
| Natalie Morales   | – Detektiv Jamie Estrada  |
| Isabel Arraiza    | – Ana Baxter              |
| Joris Jarsky      | – Kriminalchef Rogers     |
| Glenn Morshower   | – KCSO-kapten Henry Davis |